# Батальйони територіальної оборони України (2014)
Батальйо́ни територіа́льної оборо́ни (БТрО) — територіальні добровольчі військові формування в Україні, створені в травні 2014 року в областях України в рамках часткової мобілізації, викликаної російською агресією, що почалася 2014 року. Батальйони ТрО входили до складу ЗСУ і підпорядковувалися Міністерству оборони України.
Голови облдержадміністрацій, як голови рад оборони областей, здійснювали керівництво батальйонами територіальної оборони в обласній зоні ТрО; Головнокомандувач ЗСУ, начальник генштабу, командувачі військ оперативних командувань керували підрозділами ТрО у військово-сухопутних зонах відповідальності. Заходи з комплектування та забезпечення батальйонів матеріально-технічними засобами, озброєнням і військовою технікою проводять обласні військові комісаріати за рахунок коштів обласних бюджетів та благодійників.

## Завдання
Відповідно до закону «Про оборону України» головними завданнями новостворених батальйонів територіальної оборони Міністерства оборони України стали:
- захист державного суверенітету і незалежності держави;
- підтримання безпеки і правопорядку;
- забезпечення діяльності органів державного управління в регіонах;
- охорона стратегічно важливих об'єктів і комунікацій;
- боротьба з диверсійними та іншими незаконно створеними озброєними формуваннями;
- допомога в охороні державного кордону.

Заступник командувача військ Оперативного командування «Північ» по роботі з особовим складом полковник Володимир Яцентюк наголосив, що головним завданням батальйонів територіальної оборони є охорона державних об'єктів та забезпечення правопорядку в регіонах. Опісля створення законодавчо було закріплено положення що за надзвичайних умов війська територіальної оборони України можуть бути використані для протидії незаконним озброєним формуванням за межами областей де вони базуються. Так, 18 червня 2014 року було запропоновано підпорядкувати батальйони територіальної оборони, які беруть участь у антитерористичній операції на Донбасі, керівництву АТО.

## Нормативно-правова база
В законодавчому полі України територіальна оборона визначена як система:
|                                            | ...загальнодержавних воєнних і спеціальних заходів, що здійснюються в особливий період із завданнями: охорони та захисту державного кордону; забезпечення умов для надійного функціонування органів державної влади, органів військового управління, стратегічного (оперативного) розгортання військ (сил); охорони та оборони важливих об'єктів і комунікацій; боротьби з диверсійно-розвідувальними силами, іншими озброєними формуваннями агресора та антидержавними незаконно утвореними озброєними формуванням. |
| — Стаття 18. Територіальна оборона України | |

Комплектування батальйонів Територіальної оборони України особовим складом та їх подальша діяльність здійснюються на основі законодавства України і документів Міністерства оборони України та Генерального штабу Збройних Сил України:

### Закони України
- «Про оборону України», 6 грудня 1991 року № 1932-ХІІ;
- «Про затвердження Указу Президента України „Про часткову мобілізацію“», від 17 березня 2014 року № 1126-VII

### Укази Президента України
- «Про Положення про територіальну оборону України», 2 вересня 2013 року, № 471/2013.[6]

## Історія створення

### Передумови
В кінці лютого 2014 року Росія розпочала військову агресію проти України, вторгшись до Криму та анексувавши його 18 березня.

### Перша хвиля мобілізації
19 березня 2014 Рада національної безпеки і оборони України ухвалила рішення про створення оперативних штабів при обласних державних адміністраціях прикордонних областей України.
30 квітня 2014 в. о. Президента України Олександр Турчинов доручив керівникам обласних адміністрацій почати створення батальйонів територіальної оборони в кожній області України.

| Ми віддали наказ щодо формування в кожній області батальйону територіальної оборони. Я ще раз підкреслюю — батальйони територіальної оборони повинні бути сформовані в кожній області! Кожен глава адміністрації повинен детально знати плани територіальної оборони свого регіону. Ми повинні мати можливість мобільно перекидати ці підрозділи для підтримки інших регіонів у випадку виникнення такої небезпеки. Так, сьогодні ми будемо спиратися не стільки на тих, кого вчили воювати, хто за це отримує високу зарплатню. Ми будемо спиратися на патріотів, на справжніх громадян України, які сьогодні зі зброєю в руках готові захищати Україну. |
| — В.о. Президента України Олександр Турчинов, 30 квітня 2014. |

30 квітня 2014 було прийнято офіційне рішення покласти функції створення батальйонів територіальної оборони в кожній області України на обласні військові комісаріати. Повідомлялося, що заходи з комплектування відбуваються відповідно до закону «Про затвердження Указу Президента України „Про часткову мобілізацію“» та Указу Президента «Про затвердження положення про територіальну оборону України». Головними завданнями батальйонів територіальної оборони називали охорону державного кордону, стратегічно-важливих об'єктів, а також забезпечення діяльності органів державного управління.
30 квітня 2014 року в.о. Глави Адміністрації Президента Сергій Пашинський на брифінгу оголосив про створення 7 батальйонів ТРО:

| На сьогодні вже фізично створено 7 батальйонів територіальної оборони на лівому березі Дніпра, і сьогодні всі губернатори отримали доручення створювати в кожній області такі батальйони… Батальйони мобілізуються, аби не допустити провокацій з боку Російської Федерації, проривів великих груп сепаратистів зі Сходу в Центральну Україну… В рамках Законів України це озброєні військові частини, які мають право застосовувати зброю.. |
| — В.о. голови Адміністрації президента Сергій Пашинський, 30 квітня 2014. |

В рамках регіональних програм «Територіальна оборона» було заплановано створити 27 підрозділів територіальної оборони України. П'ять підрозділів планувалося розмістити на території Донецької та Луганської областей; сім — в інших областях на Лівобережжі Дніпра. За свідченням Пашинського з перших 3000 мобілізованих до батальйонів тероборони осіб близько 100 чоловіків були добровольцями. Пашинський також пояснив, у чому різниця «між батальйонами територіальної оборони та Національної гвардії»:

| Батальйони територіальної оборони створюються на базі Міністерства оборони і підпорядковуються Генеральному штабу та головам обласних державних адміністрацій, на території яких вони створюються… Національна гвардія… це правоохоронний орган із функціями, зокрема, військовими. Це різні, згідно із Законом, завдання та різні функції. Ми мобілізуємо Нацгвардію для виконання, зокрема, антитерористичних операцій, і ми мобілізуємо територіальну оборону, щоб не допустити провокацій з боку Російської Федерації. |
| — В.о. голови Адміністрації президента Сергій Пашинський, 30 квітня 2014. |

### Друга хвиля мобілізації
В ході другої хвилі мобілізації розпочалося формування батальйонів відповідно до Указу Президента України від 06 травня 2014 року № 454/2014, мобілізаційної Директиви начальника Генерального штабу — Головнокомандувача Збройних Сил України від 07 травня 2014 року № 0189, мобілізаційної Директиви начальника Генерального штабу — Головнокомандувача Збройних Сил України від 07 травня 2014 року № 00361.

### Комплектування

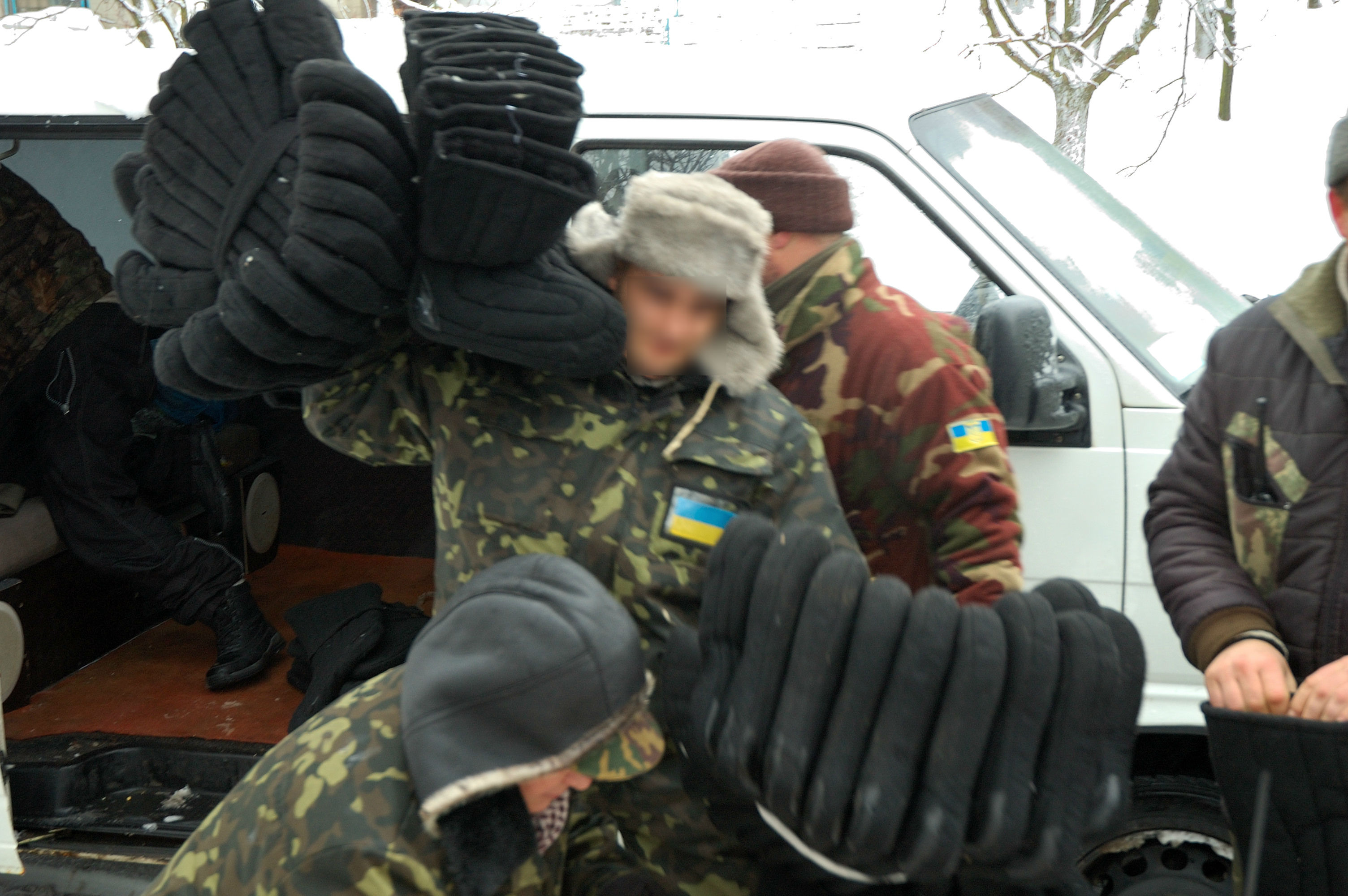
Волонтерська допомога

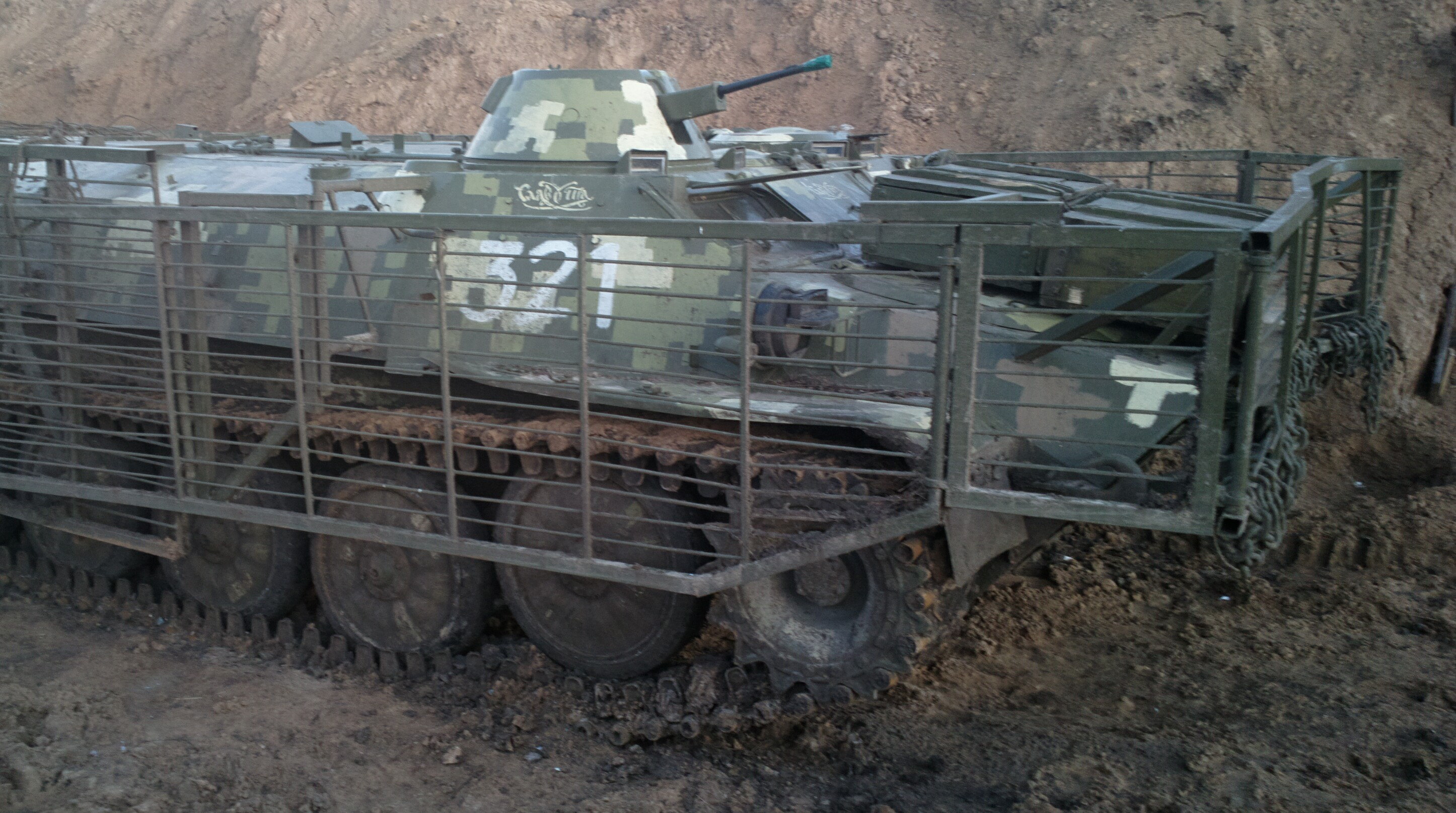
МТ-ЛБ на озброєнні 11-го БТрО

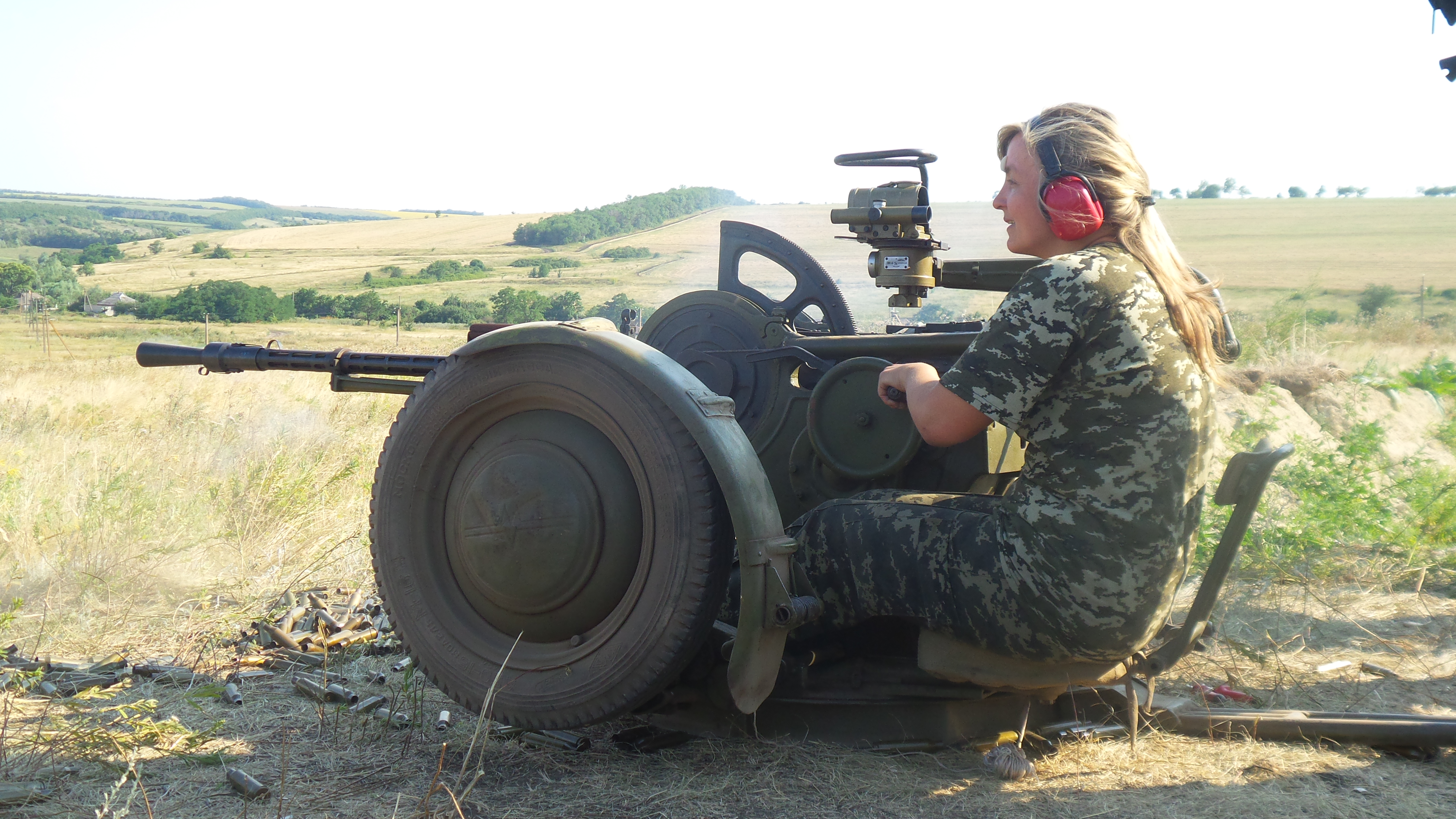
ЗПУ-1 на озброєнні 24-го БТрО

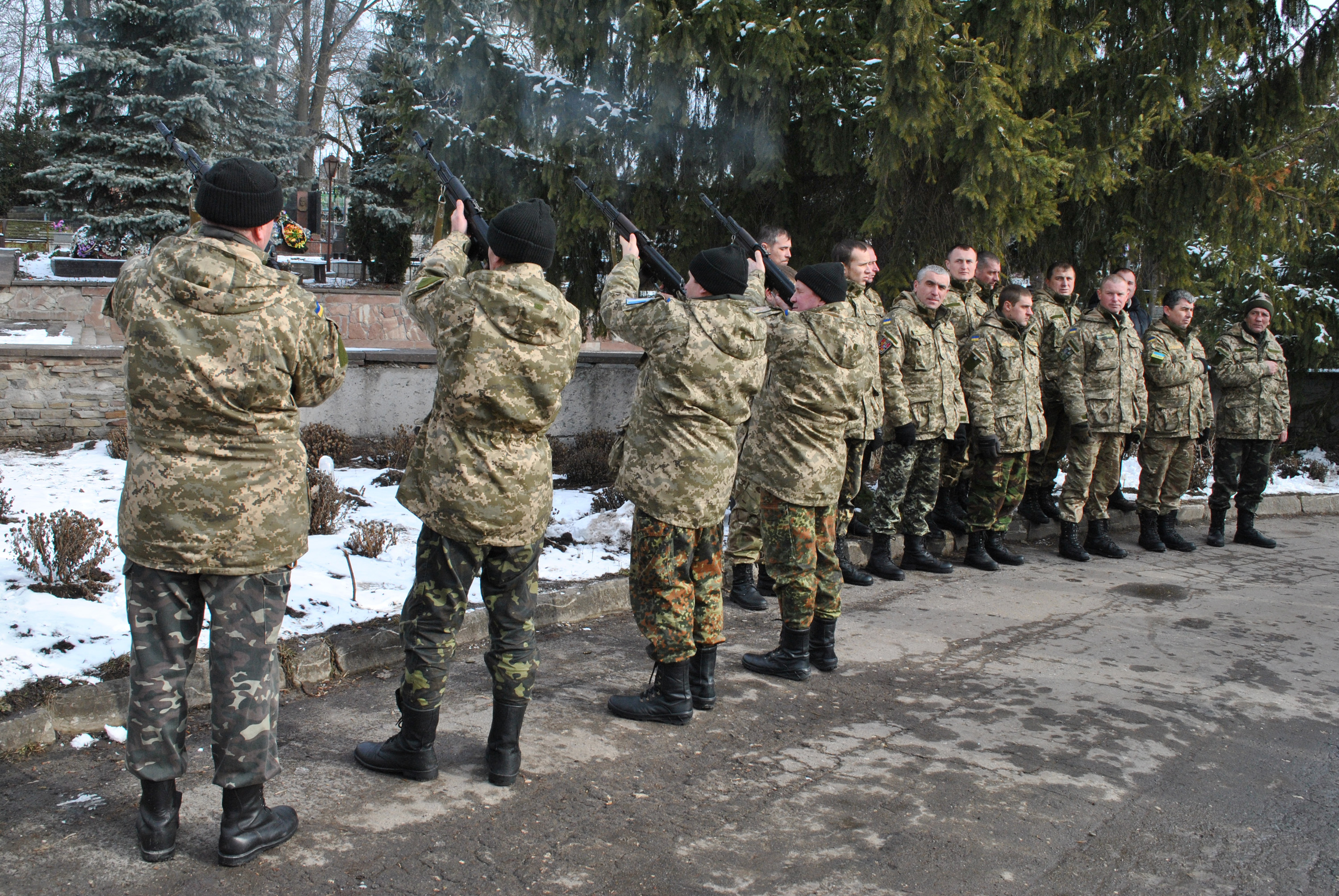
Салют за загиблим побратимом вояків 6-го БТрО

Комплектування батальйонів територіальної оборони особовим складом розпочалося відповідно до законів та наказів, зазначених у Довіднику старшого помічника начальника штабу батальйону територіальної оборони з кадрів і стройової частини, затвердженому 19.05.2014:
- Закон України від 25 березня 1992 року № 2232-ХІІ «Про військовий обов'язок і військову службу»;[23]
- «Положення про проходження громадянами військової служби у Збройних Силах України», затвердженого Указом Президента України від 10 грудня 2008 року № 1153/2008;[24]
- наказ Міністра оборони України від 10 квітня 2009 року № 170 «Про затвердження Інструкції про організацію виконання Положення про проходження громадянами України військової служби у Збройних Силах України».[25]

Військові комісаріати та органи військового управління (оперативне командування) одержали повноваження призивати громадян України на військову службу, а також приймати громадян України на військову службу за контрактом. Штатна чисельність особового складу мирного часу була визначена в 426 військовослужбовців. Кандидати для проходження військової служби в батальйонах територіальної оборони в першу чергу відбиралися з числа військовозобов'язаних та осіб призовного віку; їм пропонувалося проходження військової служби або служба у військовому резерві.
За комплектацією фактично відповідали стрілецьким батальйонам, складаючись зі стрілецької та двох рот охорони. Через спорядженість, переважно, за власний та волонтерський рахунок, війська територіальної оборони не були уніфіковані єдиним стандартом. Початково передбачалося, що на озброєнні перебуватиме в основному лише стрілецька зброя та автомобільна техніка. Однак ускладнення проведення АТО протягом 2014 року вплинуло на штати батальйонів, відповідно було внесено зміни та введено додаткові підрозділи і посади. Відбулася посилення, як правило, з МТ-ЛБ, кількох БРДМ-2 та зенітного підрозділу. Переважно були сформовані з представників робітничого та селянського класу:
|  | «На жаль, мало бажаючих іти на війну серед людей з вищою освітою. Ті, хто вважають себе „білою кісткою“, кажуть, що не варто „забивати цвяхи мікроскопом“. А у мене запитання: наша армія що, приречена бути як у Союзі робітничо-селянською? Відколи це захищати Вітчизну для інтелігенції є нижче її, інтелігенції, гідності?» (Володимир Кухар) |

.
Також, до складу батальйонів Територіальної оборони Збройних сил України увійшли громадяни України, що почали записуватися в три бригади громадсько-територіальної оборони — в Харківській, Запорізькій та Дніпропетровській областях, про створення яких як складової частини «Національного руху опору» Юлія Тимошенко оголосила 15 квітня 2014 р. Були призначені командири, почалася громадська мобілізація на місцях, але справа з формуванням цих бригад так і не була доведена до кінця. Замість бригад при сприянні «Національного руху опору» були створені два батальйони територіальної оборони: 34-й БТрО ЗСУ «Батьківщина» Кіровоградської області та 42-й БТрО ЗСУ «Рух Опору» Кіровоградської області.
До формування батальйонів Територіальної оборони України ЗСУ були залучені активісти Самооборони Майдану. Першим з них був сформований 20-й батальйон територіальної оборони «Дніпро» з місцем базування у частині залізничних військ у Дніпропетровську, потім 11-й Батальйон територіальної оборони (БТрО) Києва з місцем базування у «Українському домі». Також, бійці Самооборони Майдану увійшли до 24-го Батальйону територіальної оборони (БТрО) Луганської області «Айдар».
Запланований у квітні 2014 року БТрО «Донбас» Донецької області не був сформований. У травні 2014 року лідер «Правого сектора» Дмитро Ярош повідомив про формування спецбатальйону «Донбас» «Правого сектора» та також про наміри сформувати «Донбас-2» і «Донбас-3». Також, до бою у Карлівці і подальшого переформування у 2-й резервний БОП НГУ «Донбас», так називався добровольчий батальйон громадсько-територіальної оборони Дніпропетровської області «Донбас» створений громадським активістом з псевдо «Семен Семенченко». Перша рота «Донбасу» стала основою для формування БОП НГУ «Донбас», а з бійців другої роти батальйону громадсько-територіальної оборони «Донбас» була сформована спецрота «Донбас» підпорядкована Міністерству оборони України, яка увійшла до складу 24-го БТрО «Айдар» Луганської області.
Дніпропетровська облдержадміністрація формує 43-й Батальйон територіальної оборони Дніпропетровської області в складі 549 бійців, який вперше планується озброїти як загальновійськову частину — «бронетехнікою, мінометами, зенітними установками, станковими кулеметами та гранатометами, снайперським взводом, протитанковим ракетним комплексом». Заступник губернатора Геннадій Корбан розповів: «Міністерство оборони України вперше застосувало новий принцип комплектування на сорок третьому батальйону територіальної оборони. Ми пишаємося, що Дніпропетровщині знову довірена честь стати базою для організації нової військової частини. В батальйоні служитимуть тільки військовослужбовці контрактної служби. Контракт буде укладатися тільки на період проведення антитерористичної операції. Раніше, наприклад, багатьох добровольців контракт відлякував. Так, резервісти спецназу „Альфа“ були зобов'язані укласти стандартний контракт на 5 років для вступу на військову службу. Тепер умови дуже гнучкі, і підійдуть багатьом патріотам. Крім того, умови контракту стануть вигіднішими. Міноборони обіцяє для рядового бійця зарплату в 2,5 тисячі гривень. Після переміщення батальйону в зону АТО, боєць отримає надбавку ще в 2,5 тисячі. А Фонд Оборони України гарантує державі додаткову надбавку в розмірі 100 % від суми виплат державою. Таким чином, рядовий боєць сорок третього батальйону, який бере участь в АТО отримає десять тисяч гривень, офіцерський склад — 18-20 тисяч гривень. Батальйон буде сформований за новими штатами. Вперше він отримає важке озброєння як загальновійськова частина. Передбачена наявність штатної бронетехніки, мінометів, зенітних установок, станкових кулеметів і гранатометів, снайперського взводу, протитанкових ракетних комплексів. Чисельність особового складу зросте з 423 бійців до 549. Бойові можливості нової частини будуть значно розширені.»
Такий же батальйон формується в Запорізькій області, командир — Олександр Лобас. Про це повідомив представник прес-служби Запорізької ОДА з посиланням на губернатора Валерія Баранова, який зазначив: «Завдяки підтримці Міністра оборони це буде перший батальйон, який матиме на озброєнні військову техніку і танки. Наразі ми готуємо місце дислокації батальйону, а ПАТ „Дніпроспецсталь“ бере на себе питання укомплектування добровольців усім необхідним».
Міністерство оборони України разом з Харківською облдержадміністрацією приступило до формування 44-го Батальйону територіальної оборони Харківської області; у складі батальйону запланована танкова рота.
На початок вересня 2014 року Кіровоградська облдержадміністрація сформувала найбільшу кількість підрозділів ТрО для Збройних сил України — 17-й, 34-й та 42-й батальйони територіальної оборони, укомплектованих мобілізованими та добровольцями. На базі 34-го батальйону територіальної оборони формується 1-а Спеціальна бригада територіальної оборони ЗСУ, командир — полковник Сергій Сірченко.

### Реорганізація
Згідно з Указом Президента № 15/2015 оголошена демобілізація військовослужбовців, котрі були призвані на військову службу під час мобілізації, на особливий період відповідно до указу від 17 березня 2014 року № 303 «Про часткову мобілізацію».
Звільнення в запас тривало з 18 березня по 1 травня 2015-го року. Того ж року була додатково внесена правка № 265-VIII до закону про демобілізацію, авторства представників «Народного фронту» Пашинського-Кривенка та Вінника з БПП, згідно з котрою вояки, які звільнилися навесні 2015 року, за півроку ймовірно знов можуть бути мобілізовані до війська. Окремі експерти охарактеризували цю зміну як «провал підготовки новобранців».
В той же час батальйони ТО, за виключенням розформованого 5-го, були переформатовані в окремі мотопіхотні з прикріпленням до певної бригади ЗСУ та переведенням на фінансування міноборони.

## Перелік батальйонів територіальної оборони ЗСУ
На початку 2000-х років Україна була поділена на зони територіальної оборони, кожна з яких мала свій номер. Згідно з цим і надавалися ідентифікаційні номери обласним батальйонам ТрО. Усього, у складі ЗСУ починаючи з квітня 2014 року були сформовані:
| Назва батальйону            |  | Регіон                    | Командир              | Після переформатування                                        | В складі бригади | станом на 2022                                         | Примітка |
| --------------------------- |  | ------------------------- | --------------------- | ------------------------------------------------------------- | ---------------- | ------------------------------------------------------ | --- |
| 1-й БТрО «Волинь»           |  | Волинська область         | Сергій Козак          | 1 окремий мотопіхотний батальйон                              | 14 ОМБр          | росформований                                          | |
| 2-й БТрО «Горинь»           |  | Рівненська область        | Олександр Цись        | 2 окремий мотопіхотний батальйон                              | 30 ОМБр          |                                                        | |
| 3-й БТрО «Воля»             |  | Львівська область         | Андрій Ляхович        | 3 окремий мотопіхотний батальйон                              | 24 ОМБр          |                                                        | |
| 4-й БТрО «Закарпаття»       |  | Закарпатська область      | Олександр Зима        | 4 окремий мотопіхотний батальйон                              | 128 ОГПБр        | реорганізований у лінійний МПБ 128 ОДШБр               | |
| 5-й БТрО «Прикарпаття»      |  | Івано-Франківська область | Віталій Комар         | розформовано                                                  |                  |                                                        | |
| 6-й БТрО «Збруч»            |  | Тернопільська область     | Ігор Ларін            | 6 окремий мотопіхотний батальйон                              | 44 ОАБр          | реорганізований у лінійний батальйон охорони в         | |
| 7-й БТрО                    |  | Хмельницька область       | Олександр Гащук       | 7 окремий мотопіхотний батальйон                              | 19 ОРБр          | реорганізований у лінійний батальйон охорони в         | не плутати з батальйоном територіально-громадської самооборони «Поділля» Хмельницької області |
| 8-й БТрО «Поділля»          |  | Чернівецька область       | Микола Головатюк      | 8 окремий мотопіхотний батальйон                              | 10 ОГШБр         | 8 ОГШБ у 10 ОГШБр                                      | |
| 9-й БТрО «Вінниця»          |  | Вінницька область         | Валерій Куценко       | 9 окремий мотопіхотний батальйон                              | 59 ОМПБр         |                                                        | не плутати з батальйоном патрульної служби поліції особливого призначення МВС «Вінниця» |
| 10-й БТрО «Полісся»         |  | Житомирська область       | Василь Осипчук        | 10 окремий мотопіхотний батальйон                             | 59 ОМПБр         |                                                        | не плутати з батальйоном територіально-громадської самооборони «Полісся» Житомирської області та підрозділом Житомирського військово-патріотичного центру допризовної підготовки та підготовки резерву «Святослав» |
| 11-й БТрО «Київська Русь»   |  | Київська область          | Олексій Савич         | 11 окремий мотопіхотний батальйон                             | 72 ОМБр          | 11 ОМПБ у 59 ОМПБр                                     | не плутати з 25-м БТрО ЗСУ «Київська Русь» |
| 12-й БТрО «Київ»            |  | Київ                      | Андрій Микита         | 12 окремий мотопіхотний батальйон                             | 72 ОМБр          | Лінійний МПБ у 72 ОМБр                                 | не плутати з батальйоном патрульної служби поліції особливого призначення МВС «Київ-1» |
| 13-й БТрО «Чернігів-1»      |  | Чернігівська область      | Сергій Мурований      | 13 окремий мотопіхотний батальйон                             | 58 ОМПБр         |                                                        | не плутати з батальйоном патрульної служби поліції особливого призначення МВС «Чернігів» |
| 14-й БТрО «Черкаси»         |  | Черкаська область         | Микола Радченко       | 14 окремий мотопіхотний батальйон                             | 72 ОМБр          |                                                        | |
| 15-й БТрО «Суми»            |  | Сумська область           | Павло Герасімов       | 15 окремий мотопіхотний батальйон                             | 58 ОМПБр         |                                                        | не плутати з батальйоном патрульної служби поліції особливого призначення МВС «Суми» |
| 16-й БТрО «Полтава»         |  | Полтавська область        | Іван Петренко         | 16 окремий мотопіхотний батальйон                             | 58 ОМПБр         |                                                        | не плутати з батальйоном патрульної служби поліції особливого призначення МВС «Полтава» |
| 17-й БТрО «Кіровоград»      |  | Кіровоградська область    | Сергій Букорос        | 17 окремий мотопіхотний батальйон                             | 57 ОМПБр         |                                                        | не плутати з батальйоном патрульної служби поліції особливого призначення МВС «Кіровоград» |
| 18-й БТрО «Одеса»           |  | Одеська область           | Половець В. В.        | 18 окремий мотопіхотний батальйон                             | 28 ОМБр          | 8 ОБМП у 35 ОБрМП                                      | не плутати з батальйоном патрульної служби поліції особливого призначення МВС «Шторм» |
| 19-й БТрО                   |  | Миколаївська область      | Сергій Цогоєв         | 19 окремий мотопіхотний батальйон                             | 40 ОАБр          | реорганізований у лінійний батальйон охорони в         | не плутати з батальйоном патрульної служби поліції особливого призначення МВС «Миколаїв» |
| 20-й БТрО «Дніпропетровськ» |  | Дніпропетровська область  | Олександр Рашевський  | 20 окремий мотопіхотний батальйон                             | 93 ОМБр          | реорганізувано у лінійний МПБ 93 ОМБр                  | не плутати з полком патрульної служби поліції особливого призначення МВС «Дніпро-1» |
| 21-й БТрО «Сармат»          |  | Херсонська область        | Віктор Євдокимов      | 21 окремий мотопіхотний батальйон                             | 56 ОМПБр         |                                                        | не плутати з батальйоном патрульної служби поліції особливого призначення МВС «Херсон» |
| 22-й БТрО «Харків»          |  | Харківська область        | Сергій Горбенко       | 22 окремий мотопіхотний батальйон                             | 92 ОМБр          |                                                        | не плутати з спецпідрозділами патрульної служби поліції особливого призначення МВС «Слобожанщина», «Харків-1», «Харків-2»                                                                                          |
| 23-й БТрО «Хортиця»         |  | Запорізька область        | Юрій Могилівець       | 23 окремий мотопіхотний батальйон                             | 56 ОМПБр         |                                                        | |
| 24-й БТрО «Айдар»           |  | Луганська область         | Сергій Мельничук      | 24 окремий штурмовий батальйон                                | 10 ОГШБр         | 24 ОШБ у ОМБр                                          | сформований із активістів Самооборони Майдану |
| 25-й БТрО «Київська Русь»   |  | Київська область          | Андрій Янченко        | 25 окремий мотопіхотний батальйон                             | 54 ОМБр          |                                                        | не плутати з 11-м БТрО ЗСУ «Київська Русь» |
| 34-й БТрО «Батьківщина»     |  | Кіровоградська область    | Дмитро Красильников   | 34 окремий мотопіхотний батальйон                             | 57 ОМПБр         |                                                        | при формуванні «Кіровоград-2» |
| 37-й БТрО «Запоріжжя»       |  | Запорізька область        | Олександр Лобас       | 37 окремий мотопіхотний батальйон                             | 56 ОМПБр         |                                                        | |
| 39-й БТрО «Дніпро-2»        |  | Дніпропетровська область  | Сергій Пасічнюк       | 39 окремий мотопіхотний батальйон                             | 55 ОАБр          | реорганізований у лінійний батальйон охорони в 55 ОАБр | |
| 40-й БТрО «Кривбас»         |  | Дніпропетровська область  | Віктор Почерняєв      | 40 окремий мотопіхотний батальйон, розформовано в квітні 2015 | 17 ОТБр          | розформований                                          | |
| 41-й БТрО «Чернігів-2»      |  | Чернігівська область      | Олексій Дроздов       | 41 окремий мотопіхотний батальйон                             | 1 ОТБр           | реорганізований у лінійний батальйон охорони в         | не плутати з батальйоном патрульної служби поліції особливого призначення МВС «Чернігів» |
| 42-й БТрО «Рух Опору»       |  | Кіровоградська область    | Юрій Оніфеєнков       | 42 окремий мотопіхотний батальйон                             | 57 ОМПБр         |                                                        | |
| 43-й БТрО «Патріот»         |  | Дніпропетровська область  | Олександр Водолазький | 43 окремий мотопіхотний батальйон                             | 53 ОМБр          |                                                        | призначення Володимира Бірюшенко, заступника начальника військової кафедри Дніпропетровського транспортного університету, комбатом 43-го БТрО, було скасовано                                                      |
| 44-й БТрО                   |  | Харківська область        |                       |                                                               |                  |                                                        | не був сформований через відсутність правових ознак для створення |

- 45-й окремий мотопіхотний батальйон — створений як 5-й батальйон охорони Повітряних сил під час третьої хвилі мобілізації. 17 грудня 2014 року був переформований у мотопіхотний батальйон і підпорядкований 92-й ОМБр (пізніше 43-й ОАБр) у повному складі. Командир батальйону — підполковник Олександр Конєв.
- 46-й окремий батальйон спецпризначення «Донбас-Україна» — частина батальйону Донбас першого набору, що вирішила перейти з Нацгвардії до лав Збройних сил. За спільною директивою Міноборони та Генштабу від 17 січня 2015 року в складі ЗСУ створено 46 Окремий батальйон спеціального призначення «Донбас-Україна». Командиром нового підрозділу ЗСУ призначено колишнього начальника штабу, першого заступника командира батальйону «Донбас» підполковника В'ячеслава Власенка, позивний «Філін».[139]

## Аналітика та оцінки
Згідно з експертом київського Центру дослідження армії, конверсії та роззброєння (ЦДАКР) Михайлом Самусем, війська територіальної оборони — це важлива частина системи постійного забезпечення оборони окремо взятої держави. Вона будується знизу таким чином, що населення у кожному селі, районному чи обласному центрі завжди готове в залежності від ситуації в державі встати на захист країни:

| ...в кожному селі може бути постійно діючий взвод резервістів, в районному центрі рота чи батальйон, в обласному центрі бригада і таким чином вся країна була би покрита підрозділами і частинами, з’єднаннями людей, які з ідейних мотивів, насамперед, знаходяться постійно в цій системі забезпечення оборони держави. … В цьому і полягає головна ідея цієї системи в Швейцарії, так само Ізраїль взяв цю швейцарську систему, коли все чоловіче населення бореться за свою землю. |
| — Михайло Самусь, експерт Центру дослідження армії, конверсії та роззброєння, 5 липня 2014 |

Член Експертної ради ЦДАКР Іван Якубець, колишній начальник аеромобільних військ України у 1998—2005 рр., наголосив, що:

| З початком дестабілізації обстановки на Донбасі виникла негайна потреба у військах територіальної оборони та перегляду «беззубого» Положення про територіальну оборону України, у якому Генштабом вже передбачалось формування в областях батальйонів чисельністю 420 осіб. Таке Положення було затверджено тільки на початку травня 2014 року. Тому виконання рішення в.о. Президента України щодо мобілізації батальйонів територіальної оборони (далі — батальйони ТрО), було завершене лише у середині червня. Що не надало своєчасної, а відтак найбільш дієвої допомоги військовикам з початком виконання завдань АТО (у березні-травні). Практика розгортання батальйонів ТрО засвідчила, що батальйон на область (регіон) це безумовно краще, ніж нічого, але замало для ведення територіальної оборони у регіонах і надання допомоги силам, що задіяні у АТО. Рішуче посилити дієвість батальйонів ТрО, а головне зміцнити обороноздатність держави в цілому, на фоні тривалої загрози вторгнення військ РФ, допомогло б формування ГШ ЗСУ хоча б одного стратегічного резерву — армійського корпусу, з чисельністю особового складу 30–40 тис. |
| — Іван Якубець, експерт Центру дослідження армії, конверсії та роззброєння, 26 серпня 2014 |

У мирні часи війська територіальної оборони можуть використовуватися для рятування населення в умовах природної або техногенної катастрофи, а також — допомагати правоохоронним органам в умовах масових заворушень або терористичних актів, як це, наприклад, передбачено концепцією створення військ територіальної оборони у Польщі. На думку військових експертів, система територіальної оборони відкриває шлях для зміцнення обороноздатності позаблокової держави якою є Україна.

## Втрати
Людські втрати батальйонів територіальної оборони Збройних сил України.
| БТрО                        | Область           | Солдати та сержанти | Прапорщики | Молодші офіцери | Старші офіцери | Співробітники | Загалом |
| --------------------------- | ----------------- | ------------------- | ---------- | --------------- | -------------- | ------------- | ------- |
| 1-й БТрО «Волинь»           | Волинська         | 3                   | 0          | 0               | 0              | 0             | 3       |
| 2-й БТрО «Горинь»           | Рівненська        | 1                   | 0          | 0               | 0              | 0             | 1       |
| 3-й БТрО «Воля»             | Львівська         | 1                   | 0          | 1               | 1              | 0             | 2       |
| 4-й БТрО «Закарпаття»       | Закарпатська      | 0                   | 0          | 0               | 0              | 0             | 0       |
| 5-й БТрО «Прикарпаття»      | Івано-Франківська | 1                   | 0          | 0               | 1              | 0             | 2       |
| 6-й БТрО «Збруч»            | Тернопільська     | 7                   | 0          | 0               | 0              | 0             | 7       |
| 7-й БТрО                    | Хмельницька       | 1                   | 0          | 0               | 0              | 0             | 1       |
| 8-й БТрО                    | Чернівецька       | 4                   | 0          | 0               | 0              | 0             | 4       |
| 9-й БТрО «Вінниця»          | Вінницька         | 4                   | 0          | 0               | 0              | 0             | 4       |
| 10-й БТрО «Полісся»         | Житомирська       | 3                   | 0          | 0               | 1              | 0             | 4       |
| 11-й БТрО «Київська Русь»   | Київська          | 6                   | 0          | 2               | 1              | 0             | 9       |
| 12-й БТрО «Київ»            | місто Київ        | 9                   | 0          | 1               | 0              | 0             | 10      |
| 13-й БТрО «Чернігів-1»      | Чернігівська      | 18                  | 0          | 2               | 0              | 0             | 20      |
| 14-й БТрО «Черкаси»         | Черкаська         | 1                   | 0          | 2               | 0              | 0             | 3       |
| 15-й БТрО «Суми»            | Сумська           | 1                   | 0          | 0               | 0              | 0             | 1       |
| 16-й БТрО «Полтава»         | Полтавська        | 0                   | 0          | 0               | 0              | 0             | 0       |
| 17-й БТрО «Кіровоград»      | Кіровоградська    | 5                   | 0          | 1               | 0              | 0             | 6       |
| 18-й БТрО «Одеса»           | Одеська           | 5                   | 0          | 0               | 0              | 0             | 5       |
| 19-й БТрО                   | Миколаївська      | 3                   | 0          | 2               | 0              | 0             | 5       |
| 20-й БТрО «Дніпропетровськ» | Дніпропетровська  | 8                   | 0          | 1               | 1              | 0             | 10      |
| 21-й БТрО «Сармат»          | Херсонська        | 0                   | 0          | 0               | 0              | 0             | 0       |
| 22-й БТрО «Харків»          | Харківська        | 0                   | 1          | 1               | 0              | 0             | 2       |
| 23-й БТрО «Хортиця»         | Запорізька        | 6                   | 0          | 1               | 0              | 0             | 7       |
| 24-й БТрО «Айдар»           | Луганська         | 86                  | 0          | 1               | 0              | 1             | 88      |
| 25-й БТрО «Київська Русь»   | Київська          | 21                  | 0          | 2               | 0              | 0             | 23      |
| 34-й БТрО «Батьківщина»     | Кіровоградська    | 13                  | 0          | 1               | 1              | 0             | 15      |
| 37-й БТрО                   | Запорізька        | 2                   | 0          | 0               | 0              | 0             | 2       |
| 39-й БТрО «Дніпро-2»        | Дніпропетровська  | 14                  | 0          | 0               | 0              | 0             | 14      |
| 40-й БТрО                   | Дніпропетровська  | 37                  | 0          | 4               | 2              | 0             | 43      |
| 41-й БТрО «Чернігівщина»    | Чернігівська      | 5                   | 0          | 0               | 0              | 0             | 5       |
| 42-й БТрО «Рух Опору»       | Кіровоградська    | 18                  | 0          | 1               | 1              | 0             | 20      |
| 43-й БТрО                   | Дніпропетровська  | 2                   | 0          | 0               | 0              | 0             | 2       |
| 44-й БТрО                   | Харківська        | 0                   | 0          | 0               | 0              | 0             | 0       |
| Всього:                     | Україна           | 285                 | 1          | 23              | 9              | 1             | 319     |